# Иоанн Коттон
Иоанн Котто́н (лат. Johannes Cotto, также лат. Johannes Affligemensis Иоанн Аффлигемский) — средневековый теоретик музыки. Монах-бенедиктинец. Автор трактата «De musica» (около 1100 г.).

## Биография
Подробности биографии Иоанна неизвестны. Ранее считалось (М. Герберт и др. учёные), на основе авторского посвящения некоему Фульгенцию, что Иоанн родом из Англии, поскольку Фульгенций в посвящении описывается как 'episcopus anglorum’. Позже (Й.М. Смитсом ван Васберге) было высказано предположение, что Иоанн — монах Аффлигемского монастыря в Брабанте, в котором Фульгенций служил аббатом в 1089–1121 гг. Ныне утвердилось мнение (М. Югло, К. Палиска), что Иоанн работал в Санкт-Галленском монастыре или в Райхенау — на том основании, что в тонарии, приложенному к трактату, автор показывает знание особенностей невменной нотации и самих монодических распевов, присущих именно южногерманскому узусу. При этом не исключается, что он был английского происхождения (Коттон), как и то, что заказчиком его труда мог быть аббат Фульгенций из Аффлигема (под началом которого, возможно, Иоанн провёл свои молодые годы).

## Учение
Основные авторитеты Иоанна — Гвидо Аретинский и Боэций. Среди других (названных и не названных непосредственно по имени) — Псевдо-Одо (ранее известный под именем Одо Клюнийского), Исидор Севильский, Герман Расслабленный, Берно из Райхенау, Амаларий Мецский. 
Трактат состоит из 27 глав (гл. 24-27 — тонарий) и охватывает различные темы, так или иначе связанные с григорианикой. После глав, посвящённых этимологии слова «музыка» и этосу (пользе, назначению) музыки, слоговой (ut-re-mi-fa-sol-la, но без упоминания мутации) и буквенной нотации (Г-A-B-C-D...), монохорду, девяти «консонантным» интервалам (к числу которых Иоанн причислил унисон, но исключил октаву), Полной системе греков, монодическим ладам (включая [гл.16] их этические характеристики) и правилам сочинения "надлежащей" монодии, следует глава 23, описывающая двухголосие (оригинальные термины лат. diaphonia, organum), сложенное по принципу нота-против-ноты (то есть силлабически). Там же Иоанн очень кратко упоминает о том, что ныне известно как мелизматический органум. 
Комментарии, нотные примеры, рекомендации по «правильной» композиции, как считается, обнаруживают знакомство Иоанна с музыкой современных ему певческих школ во Франции (Сен-Марсьяль) и Испании (Кодекс Каликста). Инструкции по многоголосной композиции Иоанна родственны также известному ныне анонимному практическому пособию по композиции органума «Ad organum faciendum», которое было написано во второй половине XI века.
Главу 21 Иоанн посвящает нотации, которую рассматривает исключительно с точки зрения фиксации звуковысотности. Он выделяет три способа записи мелодий (в оригинальных терминах Иоанна — modi neumandi, где «невму» следует понимать во втором значении). Первым способом пользовались «древние музыканты», фиксировавшие мелодический рельеф метками на монохорде (как, например, у Боэция). При втором способе, «изобретение которого связывают с Германом Расслабленным»,  буквы E, S, T (греческая тау), D, Δ, а также комбинации названных букв, указывали на интервал соседней с данным звуком высоты. Третий «чрезвычайно удобный» способ, при котором невмы (notulae) строго позиционировались на линейках и в промежутках, уточнённых ключом (meta), изобрёл, по Иоанну, Гвидо: «Tertius neumandi modus est a Guidone inventus. Hic sit per virgas, clines, quilismata, puncta, podatos, caeterasque huiusmodi notulas suo ordine dispositas, quas etiam meta in margine apposita multum facit expeditas». В этом пассаже Иоанна, как отмечают исследователи, впервые в истории упоминаются названия невм (в первом значении).

## Рецепция
Трактат Иоанна Коттона относится к числу наиболее часто копируемых в эпоху Средних веков трудов о музыке (отдельные его копии делались ещё в XV веке). Критическое издание трактата «О музыке» (с тонарием) было опубликовано в первом томе знаменитой серии Corpus scriptorum de musica под редакцией Смитса ван Васберге в 1950 г.